# Acacia emaryana
Acacia emaryana é uma espécie de leguminosa do gênero Acacia, pertencente à família Fabaceae.